# Burg Landeswehre
Die Burg Landeswehre, auch Veste Landeswehre genannt, war eine mittelalterliche Gipfelburg auf dem Gipfel eines solitär stehenden Bergkegels, dem Landsberg (früher Landwehrberg), der nördlich der Stadt Meiningen in das Werratal hineinragt. Heute befindet sich auf dem größten Teil der Burganlage das neugotische Schloss Landsberg.

## Lage
Die Burg Landeswehre lag weithin sichtbar im Werratal auf dem 378 m hohen Landsberg an der nördlichen Stadtgrenze von Meiningen unweit der nördlicher gelegenen Meininger Ortsteils Walldorf. Die Entfernung zur Meininger Innenstadt beträgt rund 3,5 Kilometer, bis zur Ortsmitte von Walldorf sind es 1,5 Kilometer. Auf der direkt gegenüberliegenden Seite des Tales befand sich am Hang des Spitzberges die bereits im Mittelalter vollständig geschleifte Burg Welkershausen. Rund zwei Kilometer südlich liegt im Haßfurter Grund an der ehemaligen Hohen Straße die Spornburg Habichtsburg.

## Beschreibung
Die Burg war eine zweigeteilte, lang gestreckte und geräumige Anlage mit einem runden Bergfried und hoher Umfassungsmauer. Der sehr hohe Bergfried besaß ein außergewöhnlich dickes Mauerwerk und ein spitzes Kegeldach. Die Landeswehre wurde zusätzlich mit einem Halsgraben gesichert. Die Burg hatte eine Gipfellage auf dem Bergkegel Landwehrberg mit nach allen Seiten abfallenden Berghängen. Durch die vorgeschobene Lage des Berges zur Talmitte bot sich der Burgbesatzung ein weiter und kompletter Rundblick in das Werratal mit Meiningen, Walldorf, Welkershausen, Wasungen und der dortigen Burg Maienluft, in die Rhön und zum Dolmar. Die hohe Position ermöglichte weiterhin die Überwachung der Werrafurt bei Walldorf, der Werratalstraße nach Meiningen und der von Gotha/Schmalkalden kommenden Handelsstraße Hohen Straße, die weiter nach Würzburg und Fulda führte. Diese strategisch sehr günstige Lage machte die Landeswehre zur bedeutendsten Burg der Region. Zur Versorgung der Burg existierten ein Brunnen im Burghof sowie drei landwirtschaftliche Höfe am Fuß des Berges. In kriegerischen Zeiten nutzten die Walldorfer Einwohner die Burg als Zufluchtsort. Erhalten geblieben sind bis heute der untere Teil des Bergfrieds, Grundmauerreste und der Halsgraben.

## Geschichte

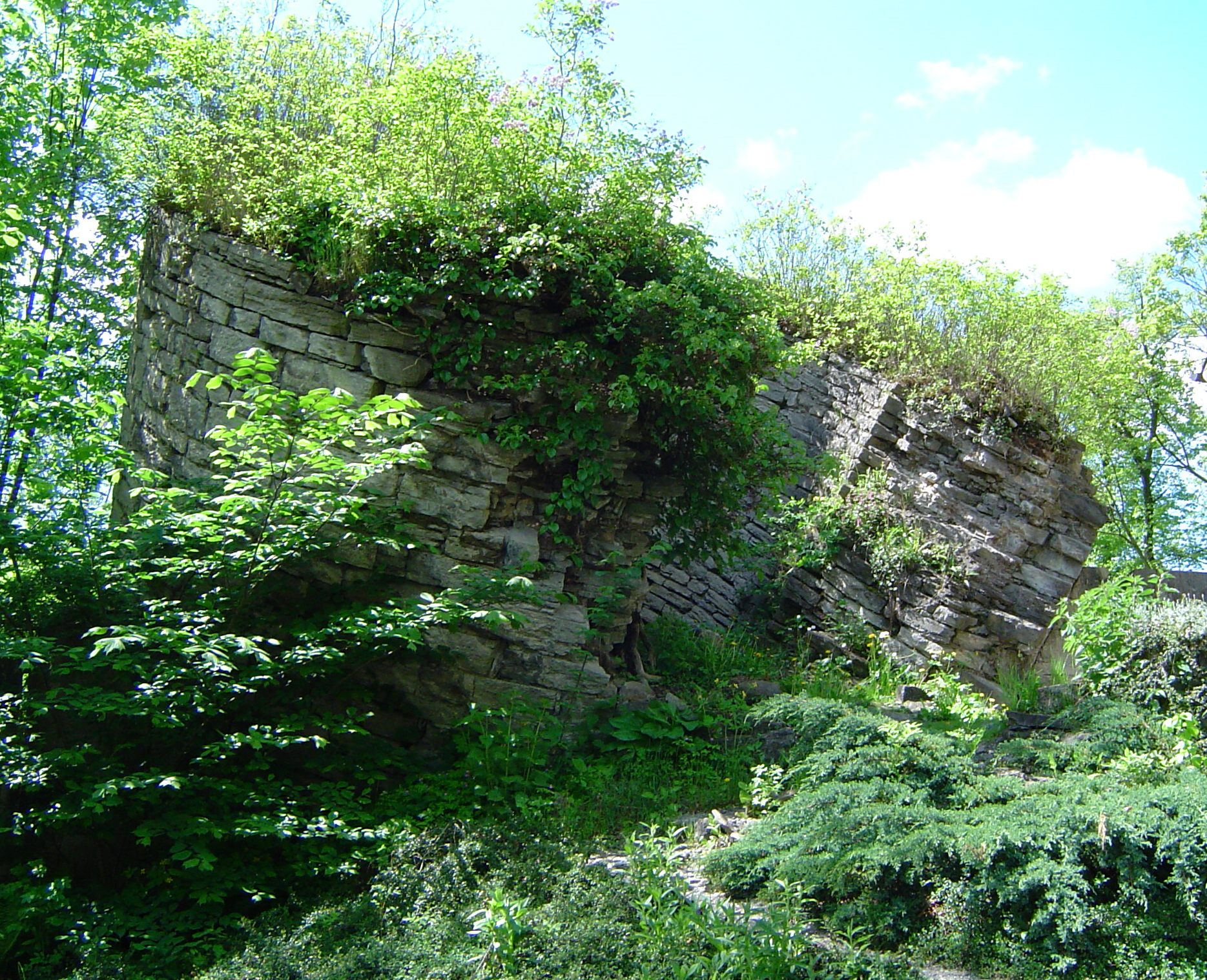
Der untere Teil des Bergfrieds in Schieflage (2004)

Der geborstene Bergfried von Süden (1890)

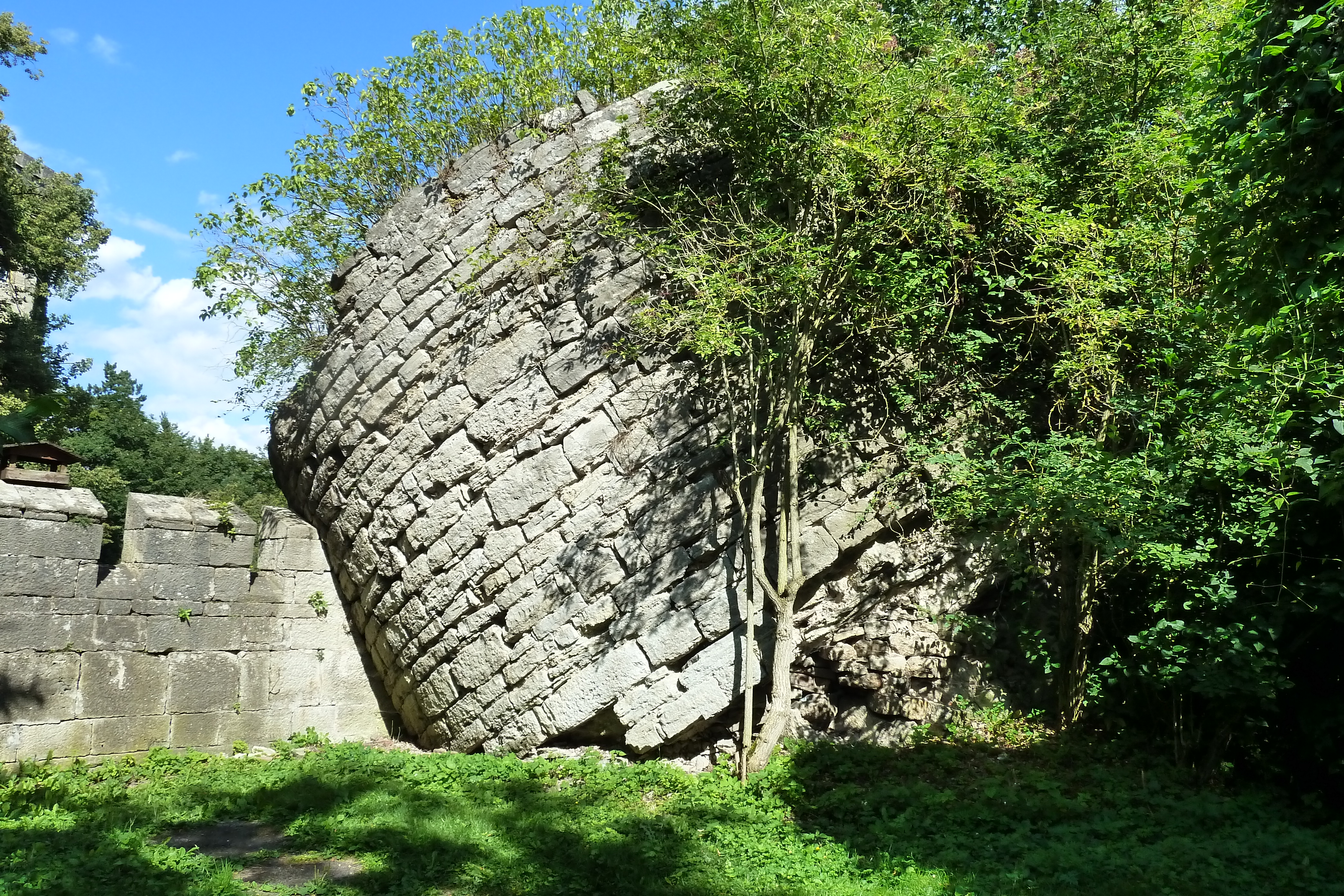
Der Stumpf des geborstenen Bergfrieds (2012)

Im Jahr 1008 übergab Heinrich II. durch die 1007 erfolgte Neugründung des Bistums Bamberg an die davon mit Gebietsverlusten betroffenen Klöster und Bistümer als Ausgleich Schenkungen aus dem Reichsgut. So kamen auch die Königsgüter Meiningen und Walldorf zum Hochstift Würzburg. Als Schutz dieser Exklave diente zunächst die von den Würzburgern erbaute Wasserburg in Meiningen, wenig später wurde zur Verstärkung neben anderen Befestigungen die auf dem Gipfel des Landwehrberges liegende Burg Landeswehre errichtet.
Der genaue Baubeginn ist nicht bekannt, wird aber auf Grund von Funden und des nach 1008 erfolgten Aufbau von Befestigungsanlagen zum Schutz der Würzburger Besitztümer um 1100 angenommen. Die Ersterwähnung erfolgte dann 1129. Der Landwehrberg war vermutlich bis dahin ebenso wie Meiningen, Vachdorf und andere Orte im Gau Grabfeld seit den Ungarneinfällen 899–955 mit einer einfachen Schutzanlage befestigt worden, die auch als Fluchtburg für die Walldorfer Bevölkerung diente. Die Würzburger Bischöfe setzten ministerial als Burgmannen zahlreiche Lehnsherren aus dem niederen Adel ein. Ein Blitzschlag steckte 1413 die Burg in Brand, die in Mitleidenschaft geratenen Bauteile wurden bald darauf wieder aufgebaut. 1493 wurde die Burg mit allen ihren Gütern und Höfen zum Würzburger Kammergut eingerichtet.
Im Deutschen Bauernkrieg stürmten am 13. Mai 1525 werraaufwärts ziehende Bauerntruppen die Burg. Lediglich der Bergfried und Teile der Burgmauer überstanden die anschließende Zerstörung. Die Burg wurde nicht mehr aufgebaut und war fortan nicht mehr bewohnbar. Lediglich die zur Burg gehörenden Höfe am Fuß des Berges legte man zu einem Hof zusammen, um ihn weiter zu bewirtschaften. 1542 gelangte der Landwehrberg mit Burgruine und Hof zur Grafschaft Henneberg. Bald darauf verkaufte Graf Wilhelm IV. aus Geldnot den Berg als ein Erblehen. 1583 fiel nach dem Aussterben der Grafen von Henneberg die Grafschaft und somit auch der Landwehrberg vertragsgemäß an die ernestinische Linie des Herrscherhauses Wettiner. Aber auch andere Linien des Hauses sowie Hessen und das Bistum Würzburg erhoben Ansprüche am hennebergischen Erbe, so dass es zu langjährigen Verhandlungen kam. Im Dreißigjährigen Krieg zerstörten 1634 kaiserliche Truppen und 1640 schwedische Truppen den Hof am Landwehrberg nahezu komplett. 1660 einigte man sich schließlich auf eine Teilung der Grafschaft. 1680 wurde durch eine Erbteilung das Herzogtum Sachsen-Meiningen gegründet und der Landwehrberg kam in dessen Besitz.
Zum Bau des neuen Residenzschlosses in Meiningen wurden auch Steine der Burgruine Landeswehre verwendet. 1685 versuchte man zu diesem Zweck den mächtigen Bergfried zu sprengen, was nicht ganz gelang, sodass dessen unterer Teil geborsten bis heute schräg im Boden steckt. Burgruine und Hof wechselten bis in das 19. Jahrhundert mehrmals den Besitzer. 1836 kaufte der Meininger Herzog Bernhard II. den Berg mitsamt Burg und Hof und ließ an Stelle der Burgruine von August Wilhelm Döbner ein neugotisches Schloss nach dem Vorbild englischer Adelssitze erbauen. Hierbei sicherte man zahlreiche Funde wie Schlüssel, Pfeilspitzen, Sporen und Keramik aus der Zeit der Burg Landeswehre. Der Stumpf des umgestürzten Bergfrieds wurde in das Schlossensemble im Bereich der südlichen Schlossmauer integriert. An Stelle des Hofes entstand die Meierei am Landsberg mit Ställen, Scheunen, Remise und einem Herrenhaus im schweizerischen Stil. Die Meierei ist heute saniert und steht unter Denkmalschutz.

## Burgmannen
Die Würzburger Bischöfe setzten überwiegend niederen Adel als Burgmannen ein, die oftmals auch für die Burg Meiningen zuständig waren. Der erste urkundlich bekannte Burgmann war Wenzel Wolf von Landeswehre. Ein weiterer Burgmann war Konrad von Landeswehre, der 1255 erwähnt wurde. Zu den weiteren Burgmannen gehörten unter anderen die Adelsgeschlechter Herren von Kühndorf, von Salzburg, von Helba, von Habichtsburg und von Herbilstadt. Von 1330 bis 1350 setzten die Würzburger Bischöfe die Grafen Berthold VII. und Johann I. von Henneberg vom höheren Adel als Burgmannen ein, um deren Freundschaft als Unterstützung im Machtkampf gegen Kaiser Ludwig zu gewinnen. 1406 kam die Landeswehre an die Junker von der Tann, die aber 1418 wegen ihrer feindseligen Haltung gegenüber Würzburg wieder abgesetzt und in der Meininger Burg gewaltsam gefangen genommen wurden. Im 15. Jahrhundert gelangten die Burg und ihre drei Höfe nach und nach in den Besitz des Erbburgmannengeschlechts Wölfe von Landeswehre. Nach dem Aussterben dieser Linie wurde der Besitz 1493 an das Hochstift Würzburg zurückgegeben.

## Status
Der umgestürzte Bergfried sowie die Reste der Burgmauerfundamente und des Halsgrabens der Burg Landeswehre sind ein geschütztes Bodendenkmal. Heute ist der in das Schlossensemble integrierte Bergfried gemeinsam mit dem Schloss Landsberg ein Ausflugsziel.